# A Danaida
A Danaida Szabó Magda 1964-ben megjelent fejlődésregénye, melynek középpontjában Csándy Katalin könyvtáros áll. A cím utalás a mitológiai Danaosz király lányaira, akik a nászéjszakán apjuk parancsára megölték férjüket, és tettükért azzal bűnhődtek az alvilágban, hogy egy lyukas hordóba kellett vizet merniük az idők végezetéig. A Danaidák sorsa a monoton cselekvések hiábavalóságát példázza, és Csándy Katalin, akárcsak a mitológiai alakok, nem veszi figyelembe, mi zajlik körülötte, így az élet vízként folyik szét ujjai között. A Danaida a nőalakok emberi kapcsolatait, belső világát elemzi. Az írónő a férjének, Szobotka Tibornak ajánlotta a művet, aki hatalmas lelki támaszt nyújtott neki, miközben a könyvön dolgozott.